# Welsum (Olst-Wijhe)
Pour les articles homonymes, voir Welsum.
Welsum est un village situé dans la commune néerlandaise d'Olst-Wijhe, dans la province d'Overijssel. Le 1er janvier 2006, le village comptait 600 habitants.

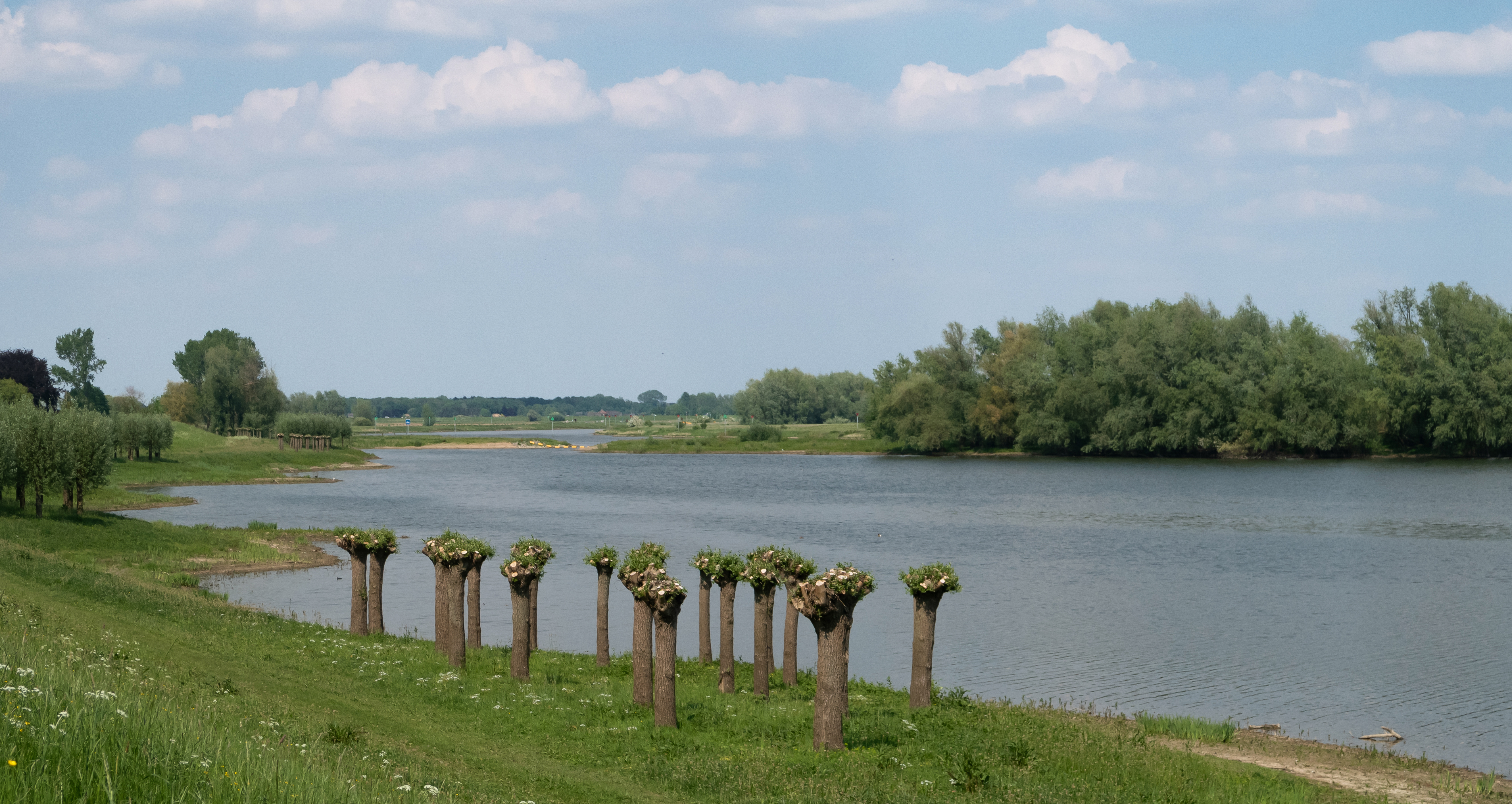
entre Welsum et Welsumerveld, les uiterwaards de la IJssel

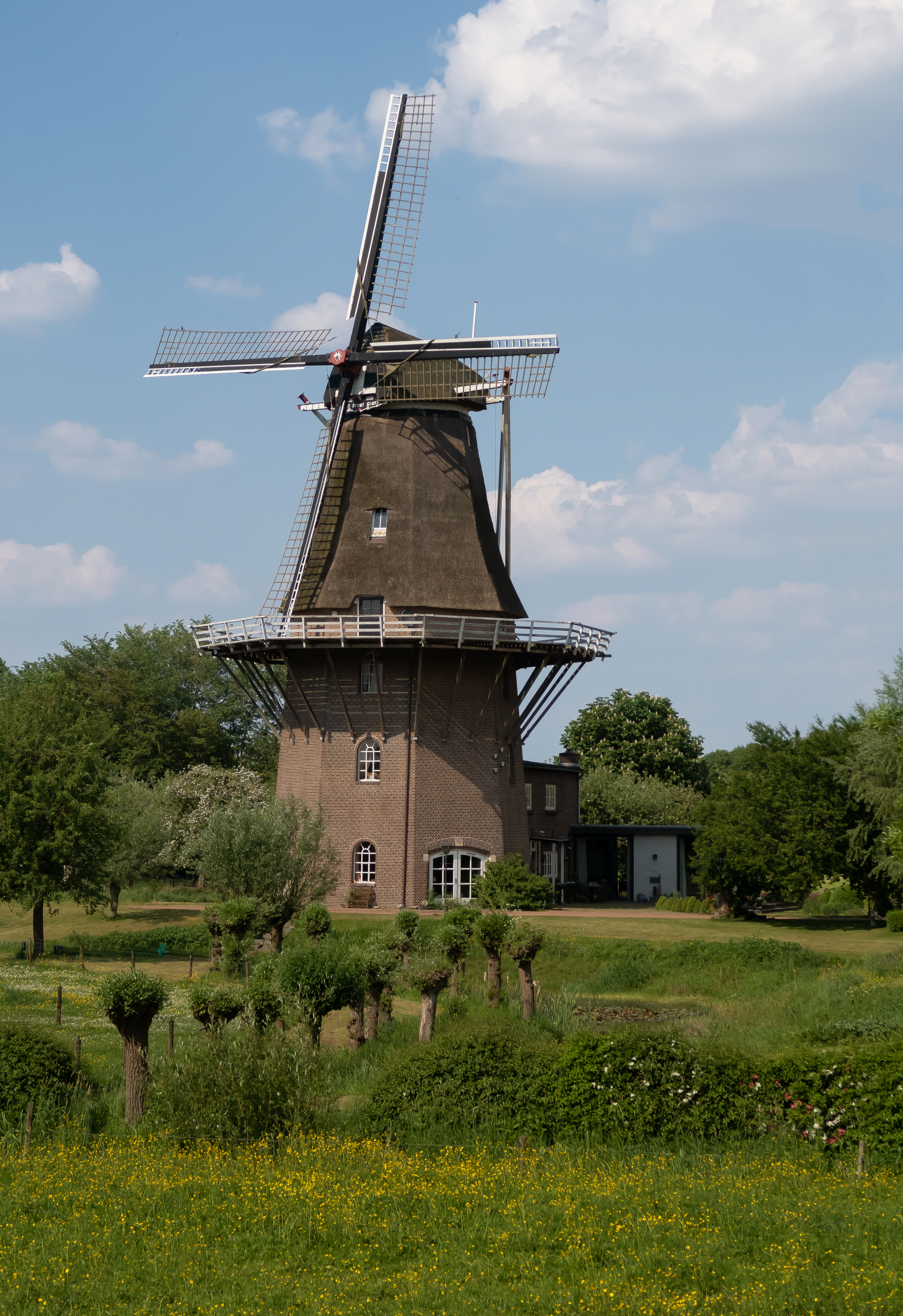
Le moulin: Houdt Braef Stant